# Uitwendig automorfisme
In de abstracte algebra is een uitwendig automorfisme van een groep elk automorfisme dat geen inwendig automorfisme is. 

## Definitie
Van een groep {\displaystyle G} is de uitwendige-automorfismegroep {\displaystyle \mathrm {Out} (G)} de factorgroep van de gehele automorfismegroep en de groep van inwendige automorfismen.  
{\displaystyle \mathrm {Out} (G)=\mathrm {Aut} (G)/\mathrm {Inn} (G)},
met {\displaystyle \mathrm {Aut} (G)} de automorfismegroep van {\displaystyle G} en {\displaystyle \mathrm {Inn} (G)} de normaaldeler van inwendige automorfismen. 
De motivatie van deze definitie is de volgende. Als men voor een bepaalde {\displaystyle G} de automorfismegroep bestudeert, is er altijd een subgroep van inwendige automorfismen. Deze zijn in zekere zin triviale automorfismen: ze zijn immers altijd aanwezig. Vaak is men dus geïnteresseerd in de verzameling van niet-inwendige automorfismen. Daarom dat men soms zegt dat groepsautomorfismen die niet inwendig zijn, uitwendig zijn. De meer precieze definitie van hierboven is een klein beetje anders. Door het quotiënt te nemen van inwendige automorfismen (in de plaats van het verschil), vallen automorfismen die niet inwendig zijn, maar op een inwendig automorfisme na gelijk zijn, in dezelfde equivalentieklasse. Dat geeft dus een iets natuurlijkere notie van het begrip uitwendige automorfisme.

## Verdere informatie
Het vermoeden van Schreier stelt dat als {\displaystyle G} een eindige enkelvoudige groep is, {\displaystyle \mathrm {Out} (G)} een oplosbare groep is. Deze uitspraak is waar als gevolg van de classificatie van eindige enkelvoudige groepen, hoewel geen eenvoudiger bewijs bekend is.